# 白鲁塞尼亚

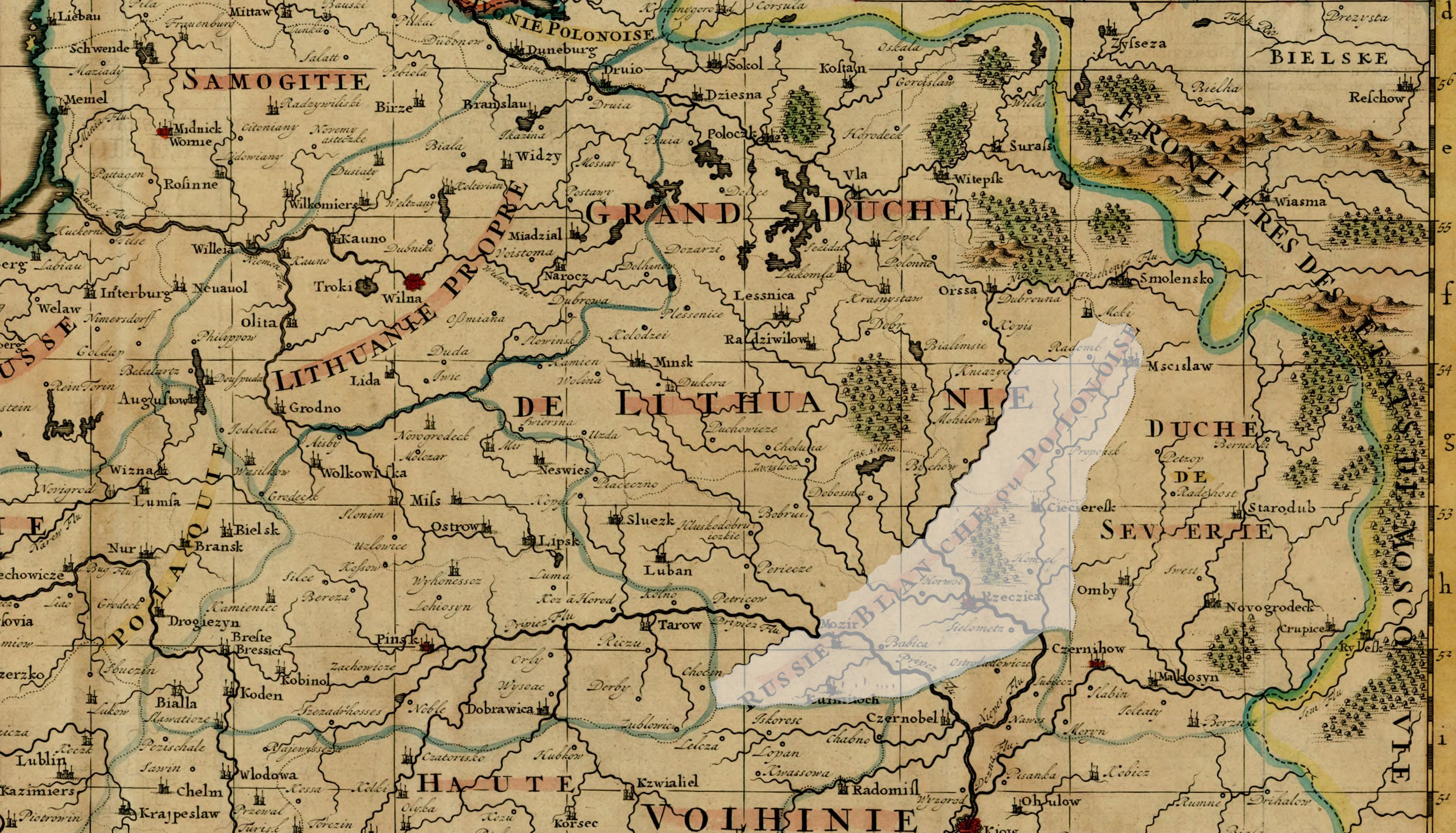
1712年法國地圖繪製師Henri Chatelain所做成的一幅地圖裡，位處立陶宛大公國治下的白魯塞尼亞（白色部分）

白鲁塞尼亚（羅馬化：Biełaja Ruś，羅馬化：Belaya Rus'，羅馬化：Bila Ruś），是一個歷史地區，是作為個古語稱謂指代現代白羅斯的東部地區，包含維捷布斯克等城鎮。
在中世纪晚期和现代早期，白鲁塞尼亚这个称呼指代的地区是常变的，但大多数表示的是白俄罗斯人所居住之地。此称呼主要记录在西欧的资料中，从13世纪中期开始。直到15世纪末，绝大多数提到白鲁塞尼亚的地方都是指诺夫哥罗德（诺夫哥罗德共和国）的领土。19 世纪之时，白俄罗斯成为俄罗斯帝国的一部分时，随着当地俄语教育体系的发展，“白鲁塞尼亚人”这个民族名在当地流传开来。自 1890 年代以来，“白鲁塞尼亚”（以及后来的“白俄罗斯”）这个名称已被普遍接受来表示白俄罗斯人的居住地。